# Fiodor Titow (lotnik)
Fiodor Iwanowicz Titow (ros. Фёдор Иванович Титов, ur. 11 stycznia 1919 w miejscowości Turpanowo (obecnie nie istnieje; obszar współczesnej miejscowości Małachowo w rejonie lenińskim w obwodzie tulskim), zm. 12 marca 2011 w Woroneżu) – radziecki lotnik wojskowy, pułkownik, Bohater Związku Radzieckiego (1944).

## Życiorys
Urodził się w rodzinie chłopskiej. Skończył 6 klas szkoły średniej i kolejową szkołę fabryczno-zawodową w 1936, pracował jako ślusarz kolejowy, ukończył aeroklub w Tule. W grudniu 1939 został powołany do Armii Czerwonej, w kwietniu 1941 ukończył wojskową szkołę lotniczą w Taganrogu, od lipca 1941 do czerwca 1942 uczył się nocnego pilotażu w wojskowej szkole lotniczej w Riazaniu. Od 6 lipca 1942 uczestniczył w wojnie z Niemcami, walcząc w składzie 748 lotniczego pułku dalekiego zasięgu (od sierpnia 1942 2 gwardyjskiego lotniczego pułku dalekiego zasięgu). Na początku 1943 został dowódcą klucza, od maja 1943 zastępcą dowódcy eskadry, a później dowódcą eskadry. Do maja 1944 jako zastępca dowódcy eskadry 2 gwardyjskiego lotniczego pułku dalekiego zasięgu 1 Gwardyjskiej Lotniczej Dywizji Dalekiego Zasięgu 1 Gwardyjskiego Lotniczego Korpusu Dalekiego Zasięgu Lotnictwa Dalekiego Zasięgu w stopniu starszego porucznika wykonał 223 loty bojowe, bombardując obiekty na głębokich tyłach wroga, m.in. w Warszawie, Gdańsku, Królewcu, Tilsicie, Helsinkach i w zajętych przez wroga miastach ZSRR, m.in. Pskowie, Smoleńsku, Brześciu, Rosławlu i Idricy, gdzie bombardował węzły kolejowe i lotniska. Łącznie do końca wojny wykonał 294 loty bojowe. Latem 1945 został skierowany na Daleki Wschód, gdzie brał udział w wojnie z Japonią, wykonując trzy loty bojowe. Po wojnie nadal służył w siłach powietrznych, był dowódcą eskadry w 170 pułku bombowców ciężkich, w 1947 ukończył kursy doskonalenia kadry oficerskiej Sił Powietrznych, w 1961 został zwolniony do rezerwy w stopniu pułkownika. Pracował w biurze konstruktorskim i jako kierownik lotów w woroneskim przedsiębiorstwie lotniczym. W 2010 otrzymał honorowe obywatelstwo obwodu woroneskiego.

## Odznaczenia
- Złota Gwiazda Bohatera Związku Radzieckiego (19 sierpnia 1944)
- Order Lenina (trzykrotnie, 18 września 1943, 19 sierpnia 1944 i 29 kwietnia 1956)
- Order Czerwonego Sztandaru (dwukrotnie, 12 marca 1943 i 22 lutego 1955)
- Order Aleksandra Newskiego (13 lipca 1945)
- Order Wojny Ojczyźnianej I klasy (dwukrotnie, 30 marca 1944 i 11 marca 1985)
- Order Wojny Ojczyźnianej II klasy (15 września 1945)
- Order Czerwonej Gwiazdy (26 października 1955)
- Medal „Za obronę Leningradu”
- Medal „Za obronę Stalingradu”
- Medal „Za zdobycie Królewca”
- Medal „Za zdobycie Berlina”
- Medal „Za zwycięstwo nad Niemcami w Wielkiej Wojnie Ojczyźnianej 1941–1945”
- Medal jubileuszowy „30 lat Armii Radzieckiej i Floty”